# فمتوثانیه
فمتوثانیه (به انگلیسی: Femtosecond) یک واحد اس‌آی برابر با ۱۵-۱۰ ثانیه است. یعنی یک میلیون میلیاردم ثانیه. نسبت یک فمتوثانیه به یک ثانیه مانند نسبت یک ثانیه است به ۳۱٫۷ میلیون سال.
کلمه فمتوثانیه ترکیبی از پیشوند اس‌آی فمتو و واحد ثانیه است که به‌صورت fs نشان داده می‌شود.
یک فمتوثانیه برابر است با ۱۰۰۰ اتوثانیه یا ۱/۱۰۰۰ پیکوثانیه. چون واحد بعدی اس‌آی ۱۰۰۰ برابر بزرگتر است مقادیر ۱۴-۱۰ و ۱۳-۱۰ معمولاً به‌صورت ده و صد فمتوثانیه بیان می‌شوند.

## اندازه‌ها برحسب فمتوثانیه
- ۱٫۳ فمتوثانیه - زمان تناوب برای ۳۹۰ نانومتر نور در ناحیه گذار بین بنفش مرئی تا فرابنفش
- ۲ فمتوثانیه (تقریباً) - زمان تناوب موج نور مرئی. این زمان بسته به انرژی فوتون‌ها (رنگ نور) متفاوت است.
- ۲٫۵۷ فمتوثانیه - زمان تناوب برای ۷۷۰ نانومتر تور در ناحیه گذار بین قرمز مرئی تا نزدیک فروسرخ
- ۲۰۰ فمتوثانیه - سریع‌ترین واکنش شیمیایی، مانند واکنش رنگدانه‌های چشم به نور
- ۳۰۰ فمتوثانیه - زمان ارتعاش اتم‌ها در مولکول ید